# Saint George's (Bermudes)
Pour les articles homonymes, voir Saint George.
Saint George's est une ville et une subdivision des Bermudes. La ville est située sur l'île de Saint George et comptait 1 648 habitants lors du recensement de 1991.

## Histoire
Vers 1609, un navire de colons partant pour Jamestown en Virginie, le Sea Venture s'échoua sur l'île Saint George. Les naufragés survivant construisirent un navire de fortune (le Deliverance) et tenter relient la Virginie, en laissant trois hommes derrière eux, chargés de maintenir une présence sur l'île.
En 1612, 60 colons vinrent de Virginie et ils fondèrent avec les trois colons qui étaient restés la ville de Saint George, dont la configuration permettait de protéger les navires en cas de mauvais temps.
En 1815, la ville perdit son statut de capitale au profit d'Hamilton.
Lors de la guerre de Sécession, aux États-Unis, la ville fut une plaque tournante de la contrebande de tabac et d'armes à feu.
En 2000, la ville et ses fortifications ont été ajoutées par l'UNESCO à la liste du patrimoine mondial.

## Monuments et sites
La ville compte de nombreux sites historiques, comme Old State House, qui fut le premier bâtiment de pierre construit aux Bermudes (en 1620) et qui accueillit le parlement jusqu'en 1815, l'église Saint-Pierre, la plus ancienne église anglicane d'Amérique ou les fortifications, destinées à protéger la ville.
Les fortifications de la ville consistent en un ensemble d'îlots fortifiés construits à partir de 1612 afin de protéger la ville des assauts des pirates et des Espagnols. Ce sont les plus anciennes fortifications restantes du nouveau monde.

## Jumelage
Depuis 1996, la ville est jumelée avec la ville britannique de Lyme Regis.

## Galerie

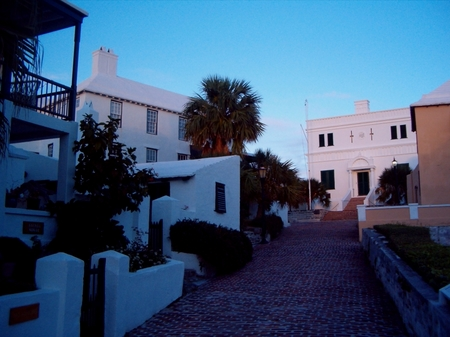
State House qui a abrité le parlement de 1620 à 1815
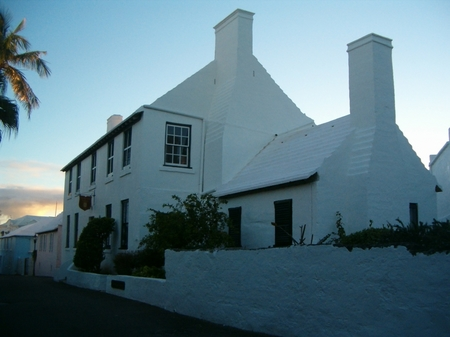
Demeure historique de Stewart Hall à Saint George
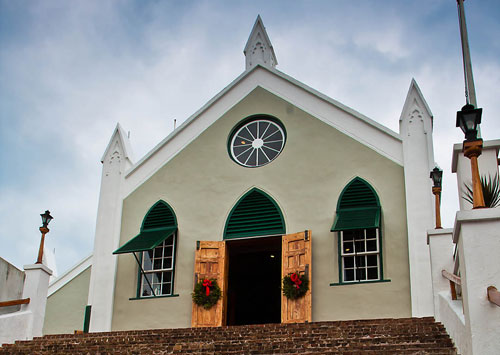
Saint Peter's Church, la plus ancienne église anglicane du nouveau monde